# Rugăciune
În religie, rugăciunea este socotită dialogul omului cu un zeu sau spirit, precum Dumnezeu la creștini, evrei si musulmani, zeii hinduși, eleni etc. 
În Biserica Ortodoxă, rugăciunea este de trei feluri: de slavă, de mulțumire și de cerere.
Tatăl Nostru este probabil cea mai cunoscută rugăciune a creștinătății. 
Devotamentul Sfântului Rozariu, care include pe Tatăl Nostru și alte rugăciuni, este foarte practicat.

## Expresii ale corpului la rugăciune
- Ridicarea în sus a mâinilor, ținând ochii îndreptați spre cer.

- Întinderea corpului pe pământ, cu fața în jos.

- Împreunarea mâinilor peste piept, cu palmele încrucișate deasupra inimii.

- Baterea ușoară cu pumnul pe piept, semn autocritic de recunoaștere a păcatelor.

- Întinderea mâinilor, de o parte și alta, astfel încât corpul să apară sub forma unei cruci vii.

- Menținerea mâinilor în fața pieptului, cu palmele lipite și cu degetele îndreptate în sus, în unghi de cca 45°.

- Întinderea mâinilor în față, cu palmele împreunate una peste alta, îndreptate în jos, cu capul aplecat în jos (semn de supunere voinței divine).

- Îngenunchiere, cu capul în jos.

- Închiderea ochilor (izolare de restul lumii).